# Bernard de Languissel
Bernard de Languissel (ur. (?), zm. 19 września 1290) – francuski duchowny katolicki.
Arcybiskup Arles od 1273 do 1281, następnie kardynał biskup Porto-Santa Rufina. Legat papieski w północnej Italii za pontyfikatu Marcina IV (1281-85). Uczestniczył w elekcji papieskiej 1287-88. Protektor zakonu augustianów od 1288 roku. Zmarł w Orvieto.